# Estesia
Estesia is een uitgestorven geslacht van hagedissen uit de familie korsthagedissen (Helodermatidae). De wetenschappelijke naam Estesia is een eerbetoon aan de bioloog Richard Estes.
De typesoort is Estesia mongoliensis en werd gevonden in Mongolië. Estesia leefde in het Late Krijt.
Estesia bezat een varaanachtig gebit, en werd in eerste instantie ook tot de varanen geclassificeerd. De tanden hebben echter, net als moderne korsthagedissen, een groef die hoogstwaarschijnlijk diende om gif in de bek te laten lopen.